# Santuario di Maria Santissima del Buoncammino
Il santuario di Maria Santissima del Buoncammino è un luogo di culto cattolico sito nella frazione Madonna del Buoncammino ad Altamura, ed è dedicato alla Madonna del Buoncammino. È situato a pochi chilometri dall'Uomo di Altamura e dal Pulo di Altamura. L'edificio adiacente ospita una casa di cura per anziani e persone affette da disagio psichico.

## Storia
Nella prima metà del XVIII secolo già esisteva una piccola edicola dedicata alla Madonna, sulla via per La Mena, che portava verso Bari. L'altamurano che doveva recarsi nel capoluogo si fermava con il traino davanti all'edicola per pregare, affinché il cammino fosse sicuro.
Il 9 giugno 1747 il canonico Giambattista de Nicolai, dopo aver avuto un suolo in dono dalla signora Selvaggi Angiola, vicino l'edicola, vi fece costruire una cappellina a croce greca e fu dipinto un affresco con l'immagine della Madonna del Buoncammino.
Nel 1844 il canonico Tommaso Carlucci affiancò all'antica cappella una cappella più grande, con la volta a botte, dotata di organo e vari arredi sacri. Per soddisfare la devozione di tutti coloro che andavano verso Bari, venne aperta una porta laterale, con architrave e stipiti in pietra, e uno spioncino dal quale si poteva vedere l'immagine di Maria, invocandola. Nel 1950 il sacerdote Paolo Colonna diede alla cappella un'abside e costruì una grande sagrestia.
I padri Barnabiti, che negli anni sessanta avevano la cura pastorale del santuario, aggiunsero due cappelle laterali, la prima, più grande, dedicata al Sacro Cuore di Gesù, e l'altra, più piccola, ma abbellita di marmi, che conservava l'affresco della Madonna. L'affresco fu poi restaurato dai pittori Silvio e Pio Eroli di Roma nel 1969, quindi fu collocato al centro dell'abside.
La cura del santuario fu affidata nel 1995 agli Oblati del Divino Amore di Roma, i quali lasciarono il santuario nel 2000. Da quell'anno la cura è affidata alla Compagnia di Maria. Nel 2006 la Compagnia di Maria, ricominciò i lavori, interrotti verso l'inizio del XXI secolo, per una nuova costruzione, ultimata nel 2010. Questa nuova ala liturgica polifunzionale fu inaugurata con l'apertura solenne del primo sinodo pastorale diocesano, il 7 settembre 2010.

## Interno
Il santuario ha una pianta a croce greca. Nella chiesa sono presenti due dipinti raffiguranti la Madonna del Buoncammino, uno a sinistra dell'entrata centrale e l'altro (storico) al centro dell'abside. Altre opere sono varie sculture come quella raffigurante il Sacro Cuore di Gesù, nella prima cappella a sinistra, e la Madonna del Buoncammino, nella seconda; a destra, invece, in una nicchia c'è una statua in legno raffigurante san Giuseppe.

## La statua della Madonna del Buoncammino
Non si hanno notizie certe sull'origine della statua portata in processione ad agosto e a settembre. Non essendo possibile portare in processione l'affresco posto al centro dell'abside, venne commissionata una statua a Lecce. La statua possiede la testa, le mani e i piedi di cartapesta, con strutture portanti interne, il tutto rivestito di abiti molto ricchi e di un manto azzurro.

## Devozione degli altamurani per la Madonna del Buoncammino
La devozione degli altamurani - in particolare dei più anziani - per la Madonna del Buoncammino è molto sentita. In particolare, essendo la Madonna del Buoncammino nota come la "protettrice dei viaggiatori", è usanza da tempi immemorabili ad Altamura apporre adesivi della Madonna del Buoncammino sui parabrezza delle automobili come protezione. 
L'usanza degli adesivi si è poi diffusa anche a immagini di santi, ragion per cui oggi è possibile vedere macchine provviste di adesivi della Madonna del Buoncammino o di santi (ad esempio Sant'Antonio da Padova oppure Santa Rita da Cascia).

## Galleria d'immagini

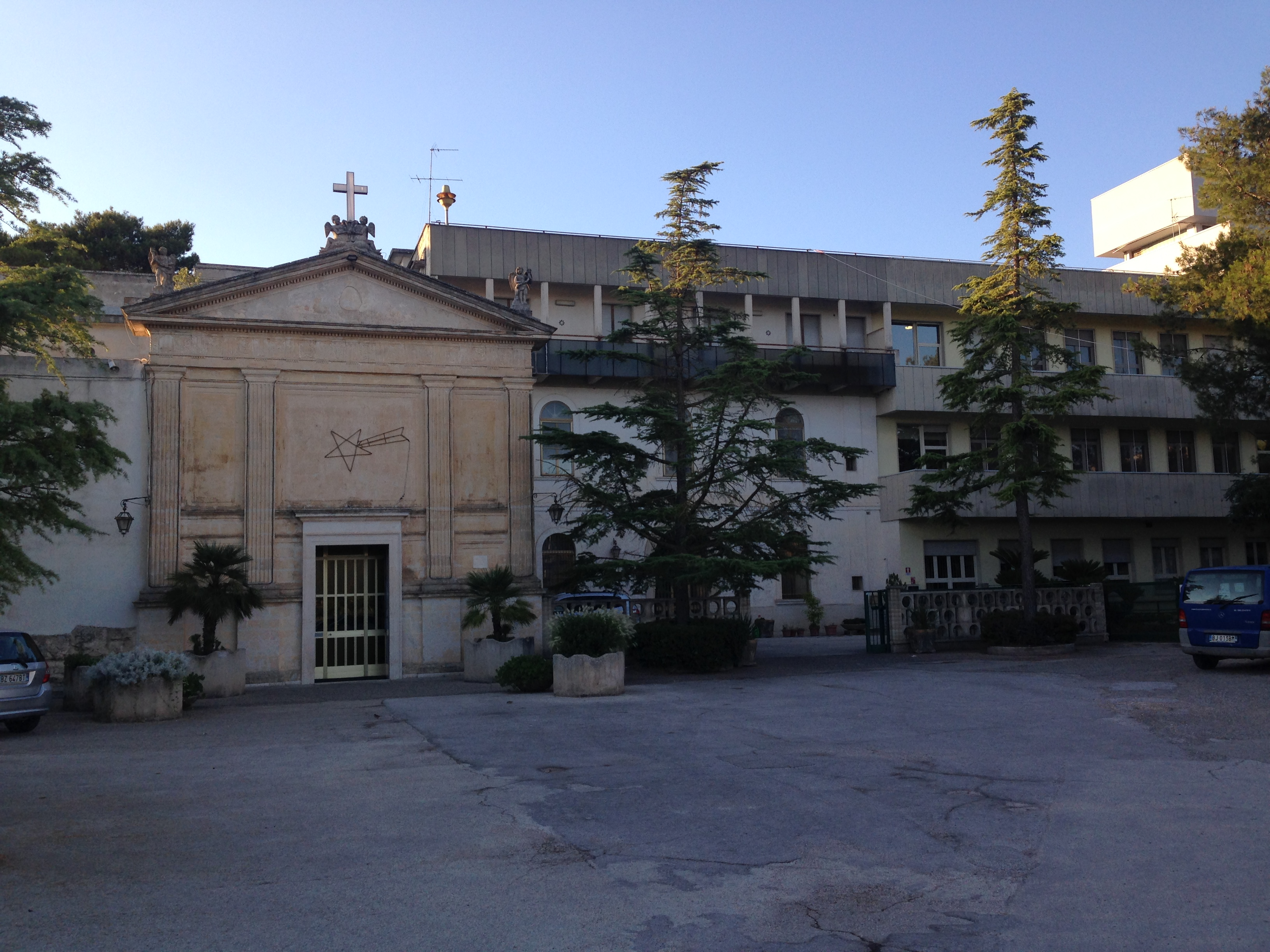
Santuario di Maria Santissima del Buoncammino - Facciata esterna
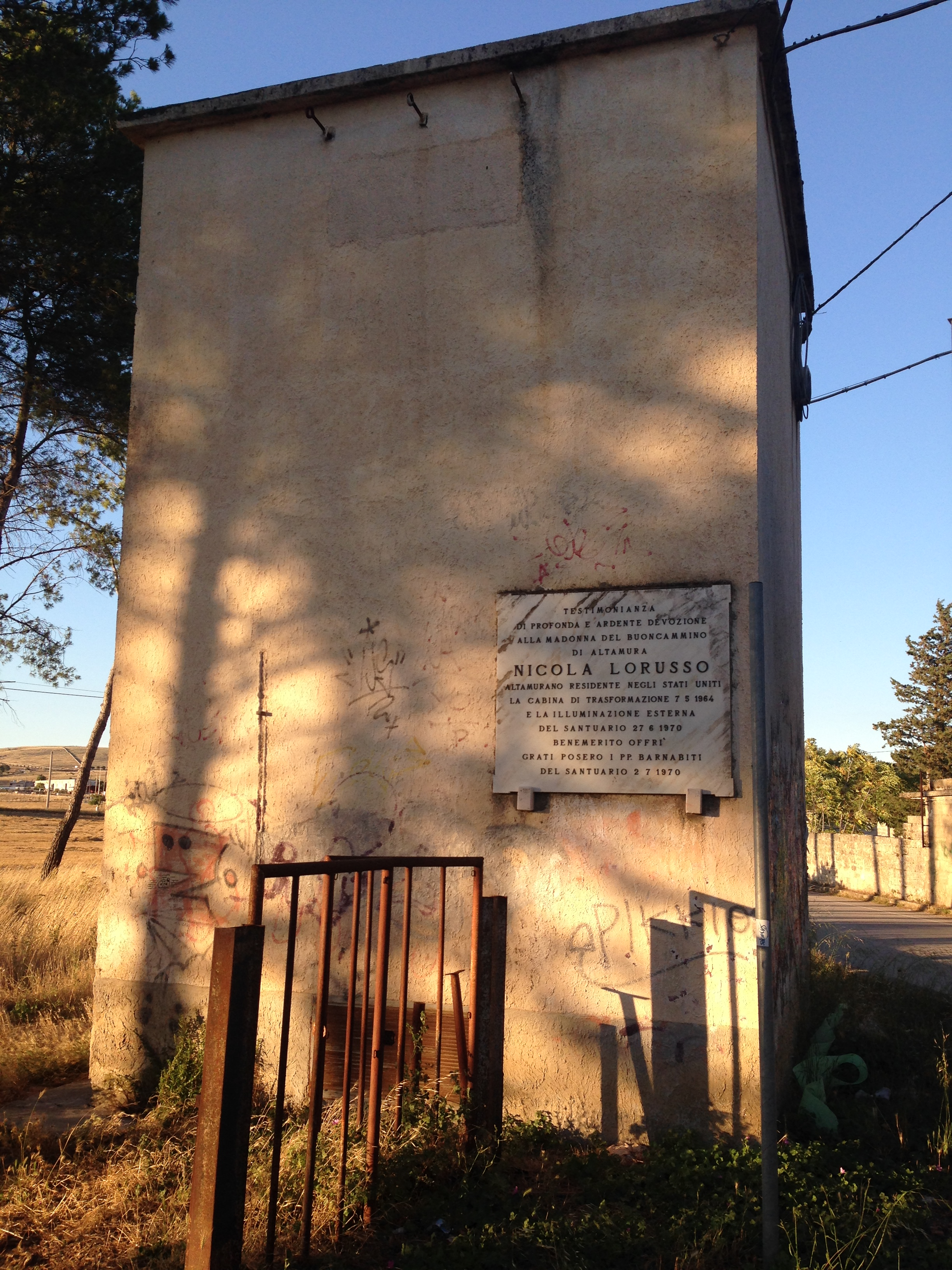
Donazione di una cabina di trasformazione (7 maggio 1964) e dell'illuminazione esterna (27 giugno 1970) al santuario. Benefattore: un italoamericano chiamato Nicola Lorusso
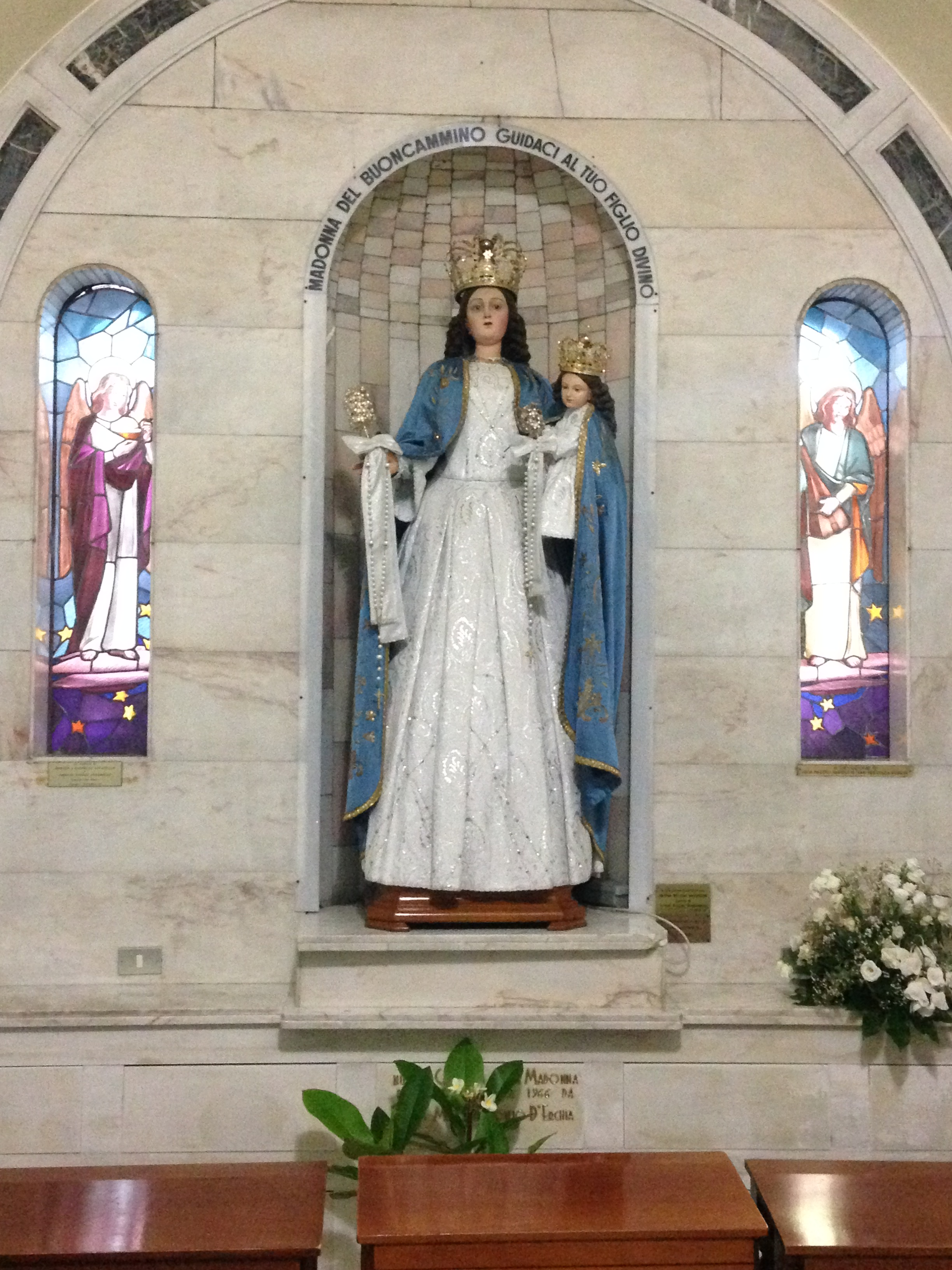
Statua della Madonna del Buoncammino (portata in processione per Altamura in determinate festività) all'interno della chiesa del santuario
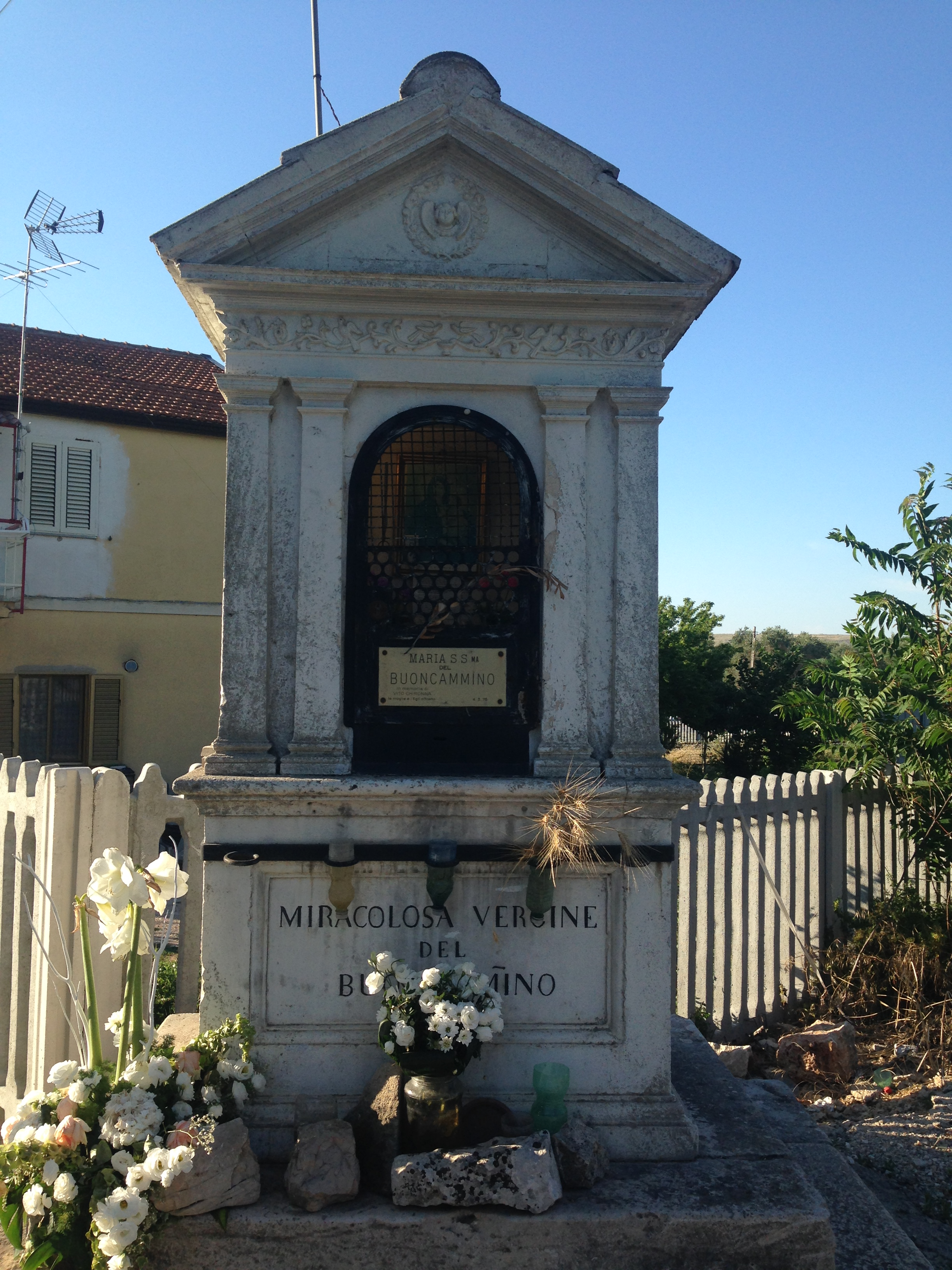
Edicola votiva situata su via Bari, distrutta a causa di un incidente stradale il 14 febbraio 2019 e in seguito ricostruita
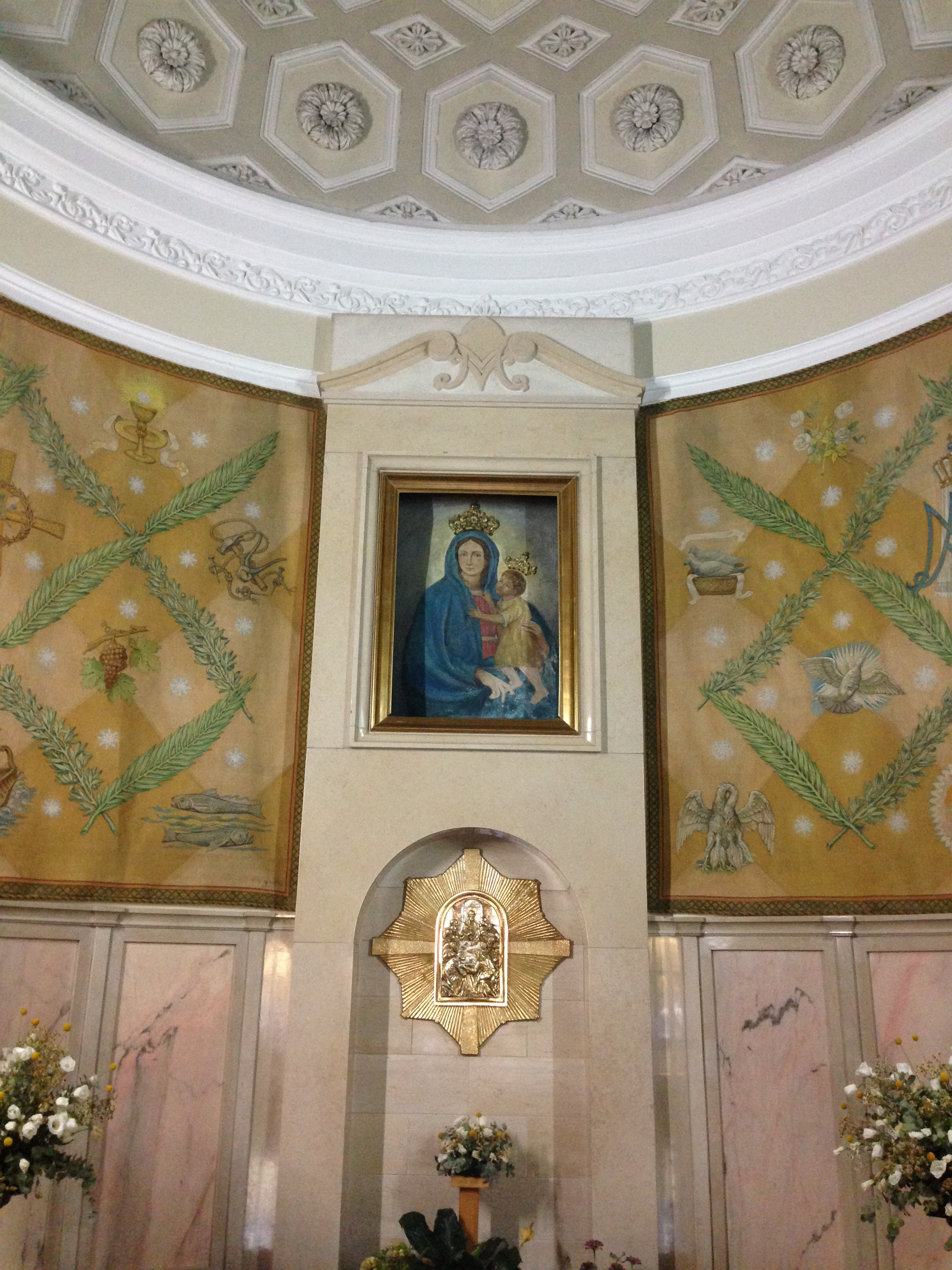
Dipinto del 1747 all'interno della chiesa del santuario
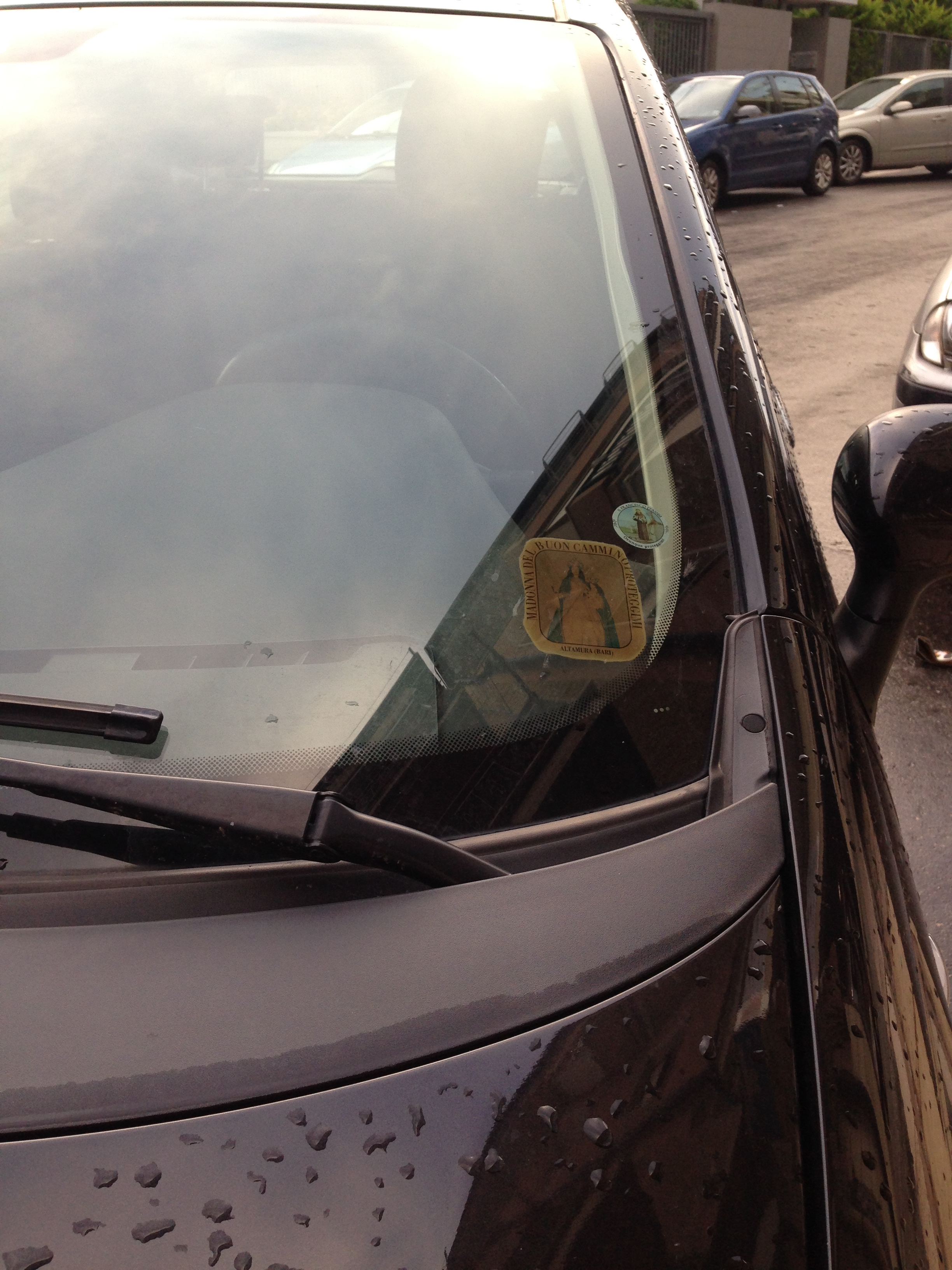
Adesivo per parabrezza della Madonna del Buoncammino, molto diffuso ad Altamura